# 올가 카보
올가 이고레브나 카보(러시아어: О́льга И́горевна Кабо́, 1968년 1월 28일~)는 러시아의 배우이다.

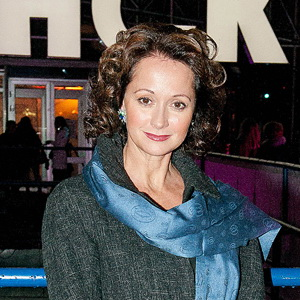
카보(2010년)

## 출연 작품
- 1920년 바르샤바 전투 (2011)
- 신아마조네스 (1995)
- 크루세이더 (1995)
- 백야의 연인 (1993)
- 모스크바에서 온 S 여인 (1993)